# Ann Cleeves
Ann Cleeves, née le 24 octobre 1954, est une écrivaine britannique de romans policiers.

## Biographie
Son père est un instituteur dans un village du Devon. Après avoir abandonné ses études universitaires, elle exerce divers petits métiers : gardienne d'enfants, responsable d'un refuge pour femmes, cuisinière dans un centre ornithologique. C'est à ce dernier emploi qu'elle rencontre son futur mari, un ornithologue amateur. Elle retourne ensuite aux études pour devenir officier de probation.
Elle amorce sa carrière littéraire avec une série policière consacrée aux enquêtes de George Palmer-Jones, un vieux naturaliste, et de sa femme Molly.
Elle est connue pour les enquêtes de l'inspecteur Ramsay ayant pour cadre le Northumberland et surtout pour sa série policière qui se déroule dans les Shetland, en Écosse. Traduits en France, les romans des Shetland Island ont été adaptés en série par la télévision britannique dès 2013 sous le titre Shetland. Ann Cleeves obtient en 2006 le Gold Dagger Award pour Raven Black (Noire Solitude) qui en fait partie.

### Romans

#### SérieGeorge et Molly (Palmer-Jones)
- A Bird in the Hand (1986)
- Come Death and High Water (1987)
- Murder in Paradise (1988)
- A Prey to Murder (1989)
- Sea Fever (1991)
- Another Man's Poison (1992)
- The Mill on the Shore (1994)
- High Island Blues (1996)

#### SérieInspecteur Ramsay (Inspector Ramsay)
- A Lesson in Dying (1990)
- Murder in My Backyard (1991)
- A Day in the Death of Dorothea Cassidy (1992)
- Killjoy (1993)
- The Healers (1995)
- The Baby Snatcher (1997)

#### SérieVera Stanhope (Vera Stanhope)
- The Crow Trap (1999)
- Telling Tales (2005) Publié en français sous le titre Morts sur la lande, trad. de Claire Breton, Paris, Éditions Belfond, coll. « Belfond noir », 2008, 353 p.  (ISBN 978-2-7144-4360-1)
- Hidden Depths (2007) Publié en français sous le titre Des vérités cachées, trad. de Claire Breton, Paris, Éditions Belfond, coll. « Belfond noir », 2008, 334 p.  (ISBN 978-2-7144-4346-5)
- Hector's Other Woman (2011, nouvelle)
- The Habit of Silence (2011, nouvelle)
- Silent Voices (2011)
- The Glass Room (2012)
- Drop Dead Gorgeous (2012, nouvelle)
- Harbour Street (2014)
- The Moth Catcher (2015)
- The Seagull (2017)  Publié en français sous le titre Une affaire classée, trad. de Sophie Guyon, L'Archipel, 2020
- The Darkest Evening (2020)
- The Rising Tide (2022)
- The Dark Wives (2024)

#### SérieShetland (Shetland Island)
- Raven Black (2006) Publié en français sous le titre Noire Solitude, trad. de Claire Breton, Paris, Éditions Belfond, coll. « Belfond noir », 2009, 328 p.  (ISBN 978-2-7144-4345-8)
- White Nights (2008) Publié en français sous le titre Blanc comme la nuit, trad. de Claire Breton, Paris, Éditions Belfond, coll. « Belfond noir », 2010, 351 p.  (ISBN 978-2-7144-4494-3)
- Red Bones (2009) Publié en français sous le titre L’Heure écarlate, trad. de Claire Breton, Paris, Éditions Belfond, coll. « Belfond noir », 2011, 343 p.  (ISBN 978-2-7144-4642-8)
- Blue Lightning (2010) Publié en français sous le titre Bleu comme la peur, trad. de Claire Breton, Paris, Éditions Belfond, coll. « Belfond noir », 2012, 305 p.  (ISBN 978-2-7144-4982-5)
- The Soothmoothers (2010, nouvelle)
- Dead Water (2013)
- Thin Air (2014)
- The Spinster (2014, nouvelle)
- The Writer-in-Residence (2014, nouvelle)
- Too Good To Be True (2016, nouvelle)
- Cold Earth (2016)
- Wild Fire (2018)

#### SérieMatthew Venn (Two Rivers)
- The Long Call (2019)
- The Heron's Cry (2021)
- The Raging Storm (2023)

### Autres romans
- The Sleeping and the Dead (2001)
- Burial of Ghosts (2003)

### Autres nouvelles
- A Winter's Tale (1992)
- The Harmless Pursuits of Archibald Stamp (1995)
- Sad Girls (2001)
- The Plater (2001)
- A Rough Guide to Tanga (2002)
- Games for Winter (2003)
- Owl Wars (2004)
- The Midwife's Assistant (2005)
- Going Back (2007)
- Beastly Pleasures (2010)
- Mud (2011)
- Basic Skills (2011)
- Secrets of Soil (2013)
- The Pirate (2014)
- Stranded (2014)
- The Starlings (2015)
- Dreaming of Rain and Peter Lovesey (2016)
- The Queen of Mystery (2016)
- The Return (2017)
- Moses and the Locked Tent Mystery (2018)

### Non fiction
- Libraries Rock! (2012)
- Shetland (2015)

## Prix et nomination

### Prix
- Gold Dagger Award 2006 pour Raven Black[1]
- Diamond Dagger 2017[1],[2]
- Prix Agatha 2019 du meilleur roman contemporain pour The Long Call[3]

### Nominations
- Prix Ned-Kelly 2022 du meilleur roman policier international pour The Heron’s Cry[4]
- Prix Agatha 2024 du meilleur roman contemporain pour The Dark Wives[3]
- Prix Thriller 2025 du meilleur thriller en série pour The Dark Wives[5]